# Parroquia San José (Delta Amacuro)
La parroquia San José o simplemente San José es una de las 8 divisiones administrativas (parroquias civiles) en las que se encuentra organizado el Municipio Tucupita del Estado Delta Amacuro, al este del país sudamericano de Venezuela.

## Historia
El territorio fue explorado y colonizado por los españoles y formó parte de la Capitanía General de Venezuela desde 1777. En la Venezuela independiente formó parte del Cantón Piacoa entre 1830 y 1856. Entre 1884 y 1991 formó parte del Territorio Federal Delta Amacuro siendo también parte del Distrito Tucupita  y desde 1992 el sector es una de las parroquias del Estado Delta Amacuro.
El lugar debe su nombra la Iglesia Parroquial de San José de Tucupita ubicada en su jurisdicción y que empezó en una pequeña capilla en 1888.

## Geografía
El área constituye la parroquia de menor extensión territorial del Municipio Tucupita del Estado Delta Amacuro sin embargo se considera el corazón de la ciudad de Tucupita. Se encuentra a orillas del Caño Manamo y tiene una superficie estimada en 1576 hectáreas (equivalentes a 15,76 kilómetros cuadrados) Posee una población de 6.319 habitantes según estimaciones de 2018. Su capital es la localidad de San José (Tucupita). Limita al oeste con el Estado Monagas y la Parroquia San Rafael, al norte con la Parroquia Leonardo Ruiz Pineda y la Parroquia José Vidal Marcano, al este con la Parroquia Monseñor Argimiro García y al sur con el Estado Monagas nuevamente.

### Lugares de interés
- Caño Manamo